# シルバートン (テキサス州)
シルバートン（Silverton）は、アメリカ合衆国テキサス州の都市。ブリスコ郡の郡庁所在地である。人口は701人（2021年推計）。

## 地理
アメリカ合衆国統計局によると、この都市は総面積2.6 km2 (1.0 mi2) である。都市の全域が陸地で、水面積はない。

## 人口動静
2000年現在の国勢調査で、この都市には771人、303世帯、及び217家族が暮らしている。人口密度は294.7/km2 (766.4/mi2) で、138.4/km2 (359.8/mi2) の平均的な密度に362軒の住居が建っている。都市の人種構成は白人79.51%、アフリカン・アメリカン0.52%、先住民0.78%、その他の人種15.69%、及び混血3.50%で、人口の28.15%がヒスパニックまたはラテン系である。
303世帯のうち、31.7%は18歳未満の子供と暮らしており、60.7%は夫婦で生活している。7.6%は未婚の女性が世帯主であり、28.1%は家族以外の住人と同居している。26.4%は独身の居住者が住んでおり、16.5%は65歳以上で独居である。1世帯あたりの平均人数は2.54人であり、家庭の場合は3.09人である。
都市の住民は28.7%が18歳未満の未成年、18歳以上24歳以下が7.3%、25歳以上44歳以下が22.7%、45歳以上64歳以下が21.1%、及び65歳以上が20.2%にわたっている。中央値年齢は38歳である。女性100人ごとに対して男性は86.7人いて、18歳以上の女性100人ごとに対して男性は88.4人いる。
この都市の世帯ごとの平均的な収入は27,014米ドルであり、家族ごとでは32,308米ドルである。男性の23,750米ドルに対して女性は16,750米ドルの平均的な収入がある。この都市の一人当たりの収入 (per capita income) は13,416米ドルである。人口の17.6%及び家族の12.1%は貧困線以下である。18歳未満の29.4%及び65歳以上の12.3%は貧困線以下の生活を送っている。

## 教育
シルバートン市は、シルバートン独立学区に属している。